# Stema Rusiei

Stema Federației Ruse. Adoptată pe 20 decembrie 2000 prin Constituiția federală

Stema Federației Ruse își are originea în cea a Imperiului Rus, și a fost adoptată după prăbușirea Uniunii Sovietice din 1991. Această stemă are elemente care se regăsesc pe vremea domniei lui Ivan cel Mare (1462-1505). Culorile oficiale ale stemei Rusiei corespund standardului de la începutul secolului al XV-lea. Forma vulturului bicefal este aceeași de pe vremea împăratului Petru cel Mare. 

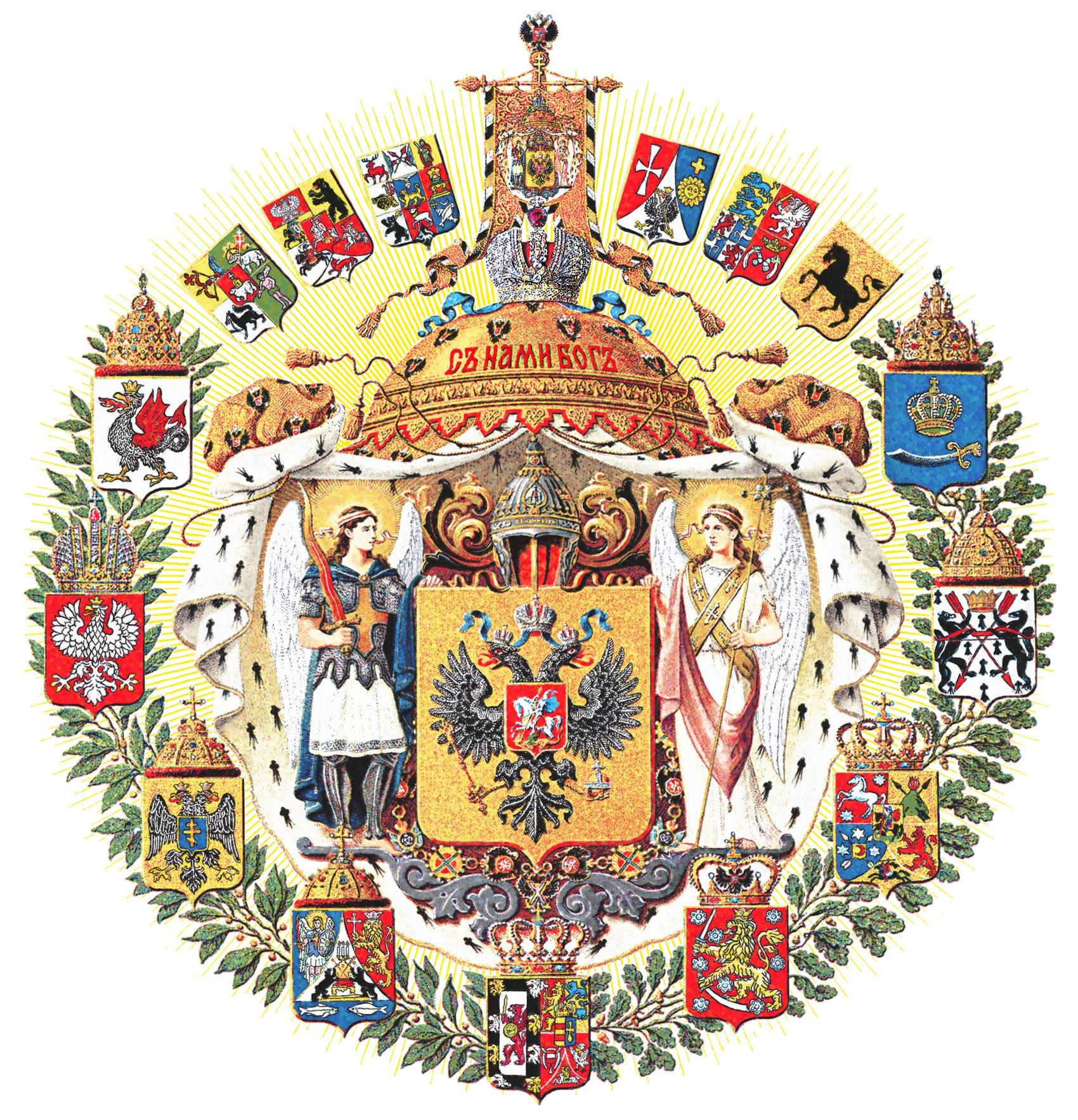
Stema cea mare a Imperiului Rus, 1882

Cele mai importante două simboluri ale stemei – vulturul bicefal și Sfântul Gheorghe ucigând balaurul, sunt mai vechi decât domnia lui Petru cel Mare. Marele Sigiliu de Stat al Cneazului Moscovei Ivan cel Mare prezenta un călăreț ucigând (sau luptându-se) cu un balaur. Această imagine a fost identificată în mod oficial cu Sfântul Gheorghe începând cu anul 1730, când a fost astfel descris într-un decret imperial. Vechea formă a călărețului ucigând balaurul, cunoscut ca Sfântul Gheorghe Purtătorul Victoriei ("Победоносец") a fost tot timpul imaginea asociată cu Cnezatul Moscovei și a devenit mai târziu stema oficială a orașului Moscova. O reprezentare mai veche a unui călăreț înarmat cu o suliță apare pe un sigiliu din timpul cneazului Moscovei Vasili Dmitrievici. Șarpele (sau balaurul) a fost adăugat pe vremea lui Ivan cel Mare. Din acel moment, Sfântul Ghoerghe a devenit patronul Moscovei și, prin extensie, al Rusiei. 
În zilele noastre, descrierea oficială a călărețului de pe scutul central al stemei nu se referă la Sfântul Gheorghe, în principal pentrun a sublinia caracterul secular al statului. 
Vulturul bicefal a fost adoptat de Ivan cel Mare după ce prințesa bizantină Sofia Paleologu i-a devenit soție. Prințesa era nepoata ultimului împărat bizantin, Constantin al XI-lea Paleologul. Vulturul bicefal a fost simbolul bizantin al reunificării vestului și estului Imperiului Roman. După căderea Constantinopolului în 1453, Ivan cel Mare și urmașii săi au proclamat Cnezatul Morcovei ultimul bastion al adevăratei credințe și, prin urmare, urmașul Imperiului Roman. De aici și expresia "A treia Romă", care desemna Moscova și, prin extensie, Rusia. Începând cu anul 1497, Rusia a fost proclamată egala Sfântului Imperiu Roman de Națiune Germană. 

Elementul central al Marei Steme a Imperiului Rus, 1882

În timpul primului țar din dinastia Romanov, Mihail Feodorovici, stema Rusiei s-a modificat prin adăugare în 1625 a trei coroane. În timp, semnificația celor trei coroane a variat de la cea a reprezentării cuceririi a trei regate – Kazan, Astrahan și Siberia – până la simbolizarea unității Marii Rusii – Rusia, Mica Rusie (Ucraina) și Rusia Albă (Belarus). În zilele noastre, cele trei coroane sunt considerate simbolul unității și suveranității Fedrației Ruse. Globul cruciat și sceptrul sunt simbolurile heraldice tradiționale pentru puteri suverane și autocratice. S-a luat decizia păstrării lor în stema modernă a Rusiei în ciuda faptului că țara este o republică și nu o monarhie, ceea ce a dus la obiecțiuni din partea comuniștilor. După înlocuirea panglicii albastre a Ordinului Sfântului Andrei care susținea cele trei coroane (și a lanțului corespunzător care înconjura scutul Moscovei), stema actuală a fost adoptată prin decret în 1993 și prin legea corespunzătoare promulgată de președintele Vladimir Putin pe 20 decembrie 2000.